# Bammy
El bammy o bami (pl. bammies) es un pan plano tradicional de Jamaica elaborado con yuca, cuyo origen se remonta a unos panes planos más sencillos consumidos por los arahuacos de la isla, los habitantes originales precolombinos. Hoy en día, se produce en muchas comunidades rurales y se vende en tiendas y vendedores ambulantes en Jamaica y en el extranjero.
Durante siglos, fue un alimento básico para los jamaicanos, especialmente en el medio rural,  hasta que ganaron popularidad los panes de harina de trigo importados, más baratos, a partir de la Segunda Guerra Mundial.
En la década de 1990, las Naciones Unidas y el Gobierno de Jamaica establecieron un programa para revivir la producción de bammy y comercializarla como un producto alimenticio moderno y conveniente.
Bammy está hecho de yuca amarga (también llamada mandioca o casava). Tradicionalmente, la yuca se ralla y se coloca en una bolsa de prensa (tejida con hojas de paja) y se coloca en una prensa al aire libre donde se cargan piedras pesadas. Una vez completamente drenada, pero todavía un poco húmeda, la yuca se machaca en un mortero y luego se tamiza hasta obtener una textura de harina fina. Luego se agrega sal al gusto.
La cocción real de los bammies varía entre las comunidades de Jamaica. Tradicionalmente, se hace esparciendo un puñado de harina de manera uniforme en un anillo de hornear sobre una plancha al fuego abierto. Mientras hornea, la parte superior del bammy se golpea con una placa plana y luego se da vuelta. El proceso de cocción dura aproximadamente 3 minutos y el producto final es un pan delgado y enrollable de aproximadamente 25 cm de diámetro. Esto es similar a las tortillas tradicionales de las distintas gastronomías nativas americanas. Luego se puede comer con cualquier relleno que se desee.
El enfoque más moderno (y popular) es hornear bammies más gruesos de aproximadamente 15 cm de diámetro. Estos a menudo se producen en masa en las fábricas. Cuando se hornea en casa, la harina se puede comprar en la tienda o prensar a mano. La lata de bammy se hornean en planchas o en bandejas para hornear sobre una estufa. En algunos hogares se cuece al horno agregando mantequilla y/o sazonadores antes de hornear. El horneado tarda más debido al grosor, y el producto final se corta en mitades o cuñas para congelar. Cuando estén listas para comer, las cuñas se remojan en leche de coco y luego se fríen hasta obtener un color dorado, y se sirven con carne, pescado, aguacate u otros acompañamientos.
Los bammies, como el pan de trigo y las tortillas, se sirven en cualquier comida o se consumen como refrigerio.